# Erik Lovko
Erik Lovko, slovenski likovni umetnik, * 21. maj 1953, Postojna, † 8. avgust 2009.
V Postojni je obiskoval osnovno šolo, v Ljubljani pa Srednjo šolo strojne stroke, kjer si je pridobil poklic strojnega tehnika. Svojo študijsko pot je začel leta 1972 na umetnostni akademiji v Benetkah, smer slikarstvo. Po končanem prvem letniku (pri profesorju Edmondu Bacciju) je beneško akademijo zapustil in odšel v Firence. Študij je nadaljeval na tamkajšnji Akademiji lepih umetnosti. Leta 1976 je pri profesorju Silviu Loffredu tudi diplomiral. Po končanem študiju v Italiji je vpisal specialistični študij kiparstva na Akademiji za likovno umetnost v Ljubljani in ga leta 1979 pri profesorju Slavku Tihcu končal.
Po končanem študiju je dve leti deloval kot svobodni umetnik v rodni Postojni. Nato pa je sprejel mesto profesorja umetnostne vzgoje v Šolskem centru Postojna. Poleg kiparstva, slikarstva in grafike se je Erik Lovko na svoji umetniški poti ukvarjal tudi z ilustracijo in karikaturo.